# Potência perfeita
Em matemática, um número inteiro n é dito uma potência perfeita se existem números inteiros b ≠ n e k tais que:
{\displaystyle n=b^{k}\,}

## Exemplos
{\displaystyle 27=3^{3}\,}
{\displaystyle 32=2^{5}\,}
{\displaystyle 121=11^{2}\,}
{\displaystyle 78125=5^{7}\,}

## Casos particulares
- Um número é dito ser quadrado perfeito se for igual ao quadrado de algum número inteiro.
- Um número é dito ser cubo perfeito se for igual ao cubo de algum número inteiro.